# Östafrika

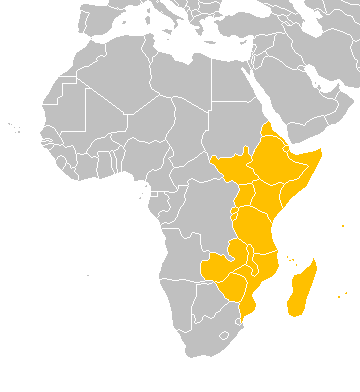
Länderna i ”östra Afrika” enligt FN:s definition.

Länder i Östafrika. OBS! Kartan saknar Sydsudan.
Länder i Östafrikanska gemenskapen
Övriga östafrikanska länder
Länder som ibland räknas till Östafrika
Ytterligare länder som FN räknar till "östra Afrika"

Östafrika är en region i östra Afrika som definieras något olika i olika sammanhang. Till Östafrika räknas Kenya, Uganda, Tanzania, Etiopien, Eritrea, Djibouti och Somalia. Även Rwanda och Burundi, som förr hänfördes till Centralafrika, brukar numera räknas hit. Dessutom tillkommer ibland ö-nationerna utanför Afrikas kust i Indiska oceanen.

## Omfattning
Östafrikas utbredning varierar i olika texter. De mest centrala delarna i regionen, är de tre nationerna Uganda, Kenya och Tanzania. Norr därom räknas länderna Etiopien, Eritrea, Djibouti och Somalia till Östafrika. I en äldre FN-definition räknades Sudan till vad man då kallade ”Östafrika”. Den nya staten Sydsudan ligger i det område som kulturellt och historiskt har band med övriga Östafrika. Sydsudan ingår i bland annat Förenta nationernas statistik som del av Östafrika.
De två länderna Rwanda och Burundi räknas oftast till Östafrika, trots att de kulturellt och delvis ekonomiskt har historiska kopplingar till andra franskspråkiga länder i Centralafrika.
I söder är gränserna mot Central- och södra Afrika mer flytande. FN:s "generösa" definition av Östafrika/östra Afrika inkluderar de fyra sydöstafrikanska länderna Moçambique, Malawi, Zambia och Zimbabwe till regionen; Zambia har annars ekonomiska och språkliga kopplingar till både Kongo-Kinshasa och Angola. Under inte minst kolonialtiden fanns politiska kopplingar till grannlandet i söder Zimbabwe (då under koloninamnen Nordrhodesia och Sydrhodesia – senare Rhodesia).
Till Östafrika inkluderas i regel även länderna och territorierna öster om det afrikanska fastlandet. Här dominerar Madagaskar samt tre mindre östater och flera öar och ögrupper som fortfarande styrs från eller ingår i Frankrike.

## Ingående länder
Förenta nationerna benämner regionen som Eastern Africa (östra Afrika), vilket i engelskspråkiga texter ofta är en mer övergripande benämning än East Africa (Östafrika). Nedan listas de ingående länderna enligt FN:s definition, med förtydligande grupperingar för alternativa avgränsningar.
Länder som oftast räknas till Östafrika:
Av dessa hänförs Rwanda och Burundi ibland till Centralafrika.
- Burundi
- Djibouti
- Eritrea
- Etiopien
- Kenya
- Rwanda
- Somalia
- Sydsudan
- Tanzania
- Uganda

Länder som ibland räknas till Östafrika:
Av dessa räknades Sudan in i det äldre FN-begreppet "Östafrika".
- Komorerna
- Mauritius
- Seychellerna
- Sudan

Ytterligare länder som FN räknar till "östra Afrika":
- Madagaskar
- Malawi
- Moçambique
- Réunion (tillhör  Frankrike)
- Zambia
- Zimbabwe

## Ekonomiskt samarbete
Sedan 2000 finns East African Community som numer inkluderar sju av de västafrikanska länderna – Kongo-Kinshasa, Burundi, Kenya, Rwanda, Sydsudan, Uganda och Tanzania. Samarbetet syftar bland annat till att utveckla och fördjupa det ekonomiska samarbetet mellan medlemsstaterna. Därtill meddelade amerikanska US Aid 2022 att man avser att stötta regionen, då i synnerhet genom handel med privata företag.
Längre söderut har Moçambique påverkats av sin belägenhet som land med portugisisk bakgrund men helt omgiven av före detta brittiska kolonier; bland annat har man som enda portugisiskspråkiga land övergått till vänstertrafik på landets vägar. På samma sätt har en omgivning "avvikande" länder medfört att både Nigeria och Ghana övergått till högertrafik.